# Izidor
Izidor nebo též Isidor je mužské křestní jméno řeckého původu. Vzniklo z řeckého jména Isídoros (Ἰσίδωρος), které znamená dar bohyni Isis. Svátek slaví buďto 4. dubna (svátek sv. Isidora ze Sevilly), nebo 15. května (svátek sv. Isidora z Madridu).
Ženská podoba tohoto jména je Isidora (nikoliv Izidora, tato varianta v Česku neexistuje). Toto jméno v Česku mají čtyři nositelky.
Podle jména Izidor se jmenuje kráter na Měsíci, Isidorus.

## Domácké podoby
Mezi domácké podoby jména Izidor patří Izy, Izík, Izidorek, Izíček, Izek, Izouš, nebo také Dor, Dory, Dorek apod.

## Počet nositelů
K roku 2014 žilo na světě přibližně 28 595 nositelů jména Isidor, nejvíce v Konžské demokratické republice (v Evropě nejvíc v Německu, Srbsku, Švýcarsku a Moldavsku). Jméno Izidor je méně časté, na světě žije přibližně 3 790 nositelů, z toho nejvíce ve Slovinsku, kde jde o 380. nejčastější jméno, v Konžské demokratické republice, na Slovensku a v Chorvatsku. Nejčastější variantu, Isidore, která se však v Česku nevyskytuje, nosí přibližně 75 504 lidí, z toho nejvíce v zemích střední Afriky, ve Francii a v USA.

## Vývoj popularity
Jméno Izidor v Česku nikdy nebylo příliš populární, ve 20. století se nikdy nenarodili více než dva nositelé žijící k roku 2016 za jeden rok. Mezi lety 1972 a 2007 se jméno nevyskytovalo mezi nově narozenými dětmi vůbec. V letech 2007 až 2016 se narodili tři nositelé.
Jméno Isidor je na tom podobně, nikdy se nenarodili více než dva nositelé za rok. Existuje podobná mezera jako u jména Izidor mezi lety 1965 a 2006, s tím rozdílem, že se v ní jeden nositel roku 1984 narodil. Po tomto období se narodili pouze dva chlapci s tímto jménem.

## Významné osobnosti
- Svatý Isidor – více světců s tímto jménem
- Isidor Böck – český rabín
- Isidor Gunsberg – maďarský šachista
- Isidor Hirsch – český rabín
- Isidore Isou – francouzský spisovatel a režisér
- Isidore van Kinsbergen – nizozemský fotograf, herec a malíř
- Izidor Kovárik – slovenský vojenský pilot
- Isidor Mautner – český textilní podnikatel židovského původu
- Isidor z Milétu – starořecký architekt
- Isidore Ngei Ko Lat – myanmarský římskokatolický katecheta a učitel
- Isidor Petschek – český a německý podnikatel a právník židovského původu
- Isidore Geoffroy Saint-Hilaire – francouzský zoolog
- Isidor Singer – rakousko-americký spisovatel židovského původu
- Isidor Isaac Rabi – americký fyzik židovského původu
- Isidor Teutschmann – opat Vyšebrodského kláštera
- Isidor Tupikin – ruský duchovní
- Isidor Vondruška – český katolický duchovní
- Isidor Zahradník – český katolický kněz
- Isidor Zotta – rakouský soudce
- Izidor Žiak – slovenský spisovatel
- Auguste Comte – vlastním jménem Isidore Marie Auguste François Xavier Comte, francouzský sociolog